# Adrian Autry

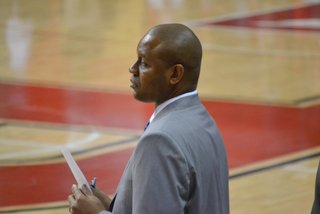
Adrian Autry, 2013

Adrian Christopher Autry (* 28. Februar 1972 in Monroe (North Carolina)) ist ein ehemaliger US-amerikanischer Basketballspieler.

## Leben
Autry spielte als Jugendlicher Basketball an der Saint Nicholas of Tolentine School im New Yorker Stadtteil Bronx. 1990 wurde er als einer der besten Jugendspieler seines Jahrgangs in den Vereinigten Staaten als McDonald’s All-American ausgezeichnet. Der 1,93 Meter große Aufbauspieler studierte von 1990 bis 1994 an der Syracuse University das Fach verbale Kommunikation und bestritt in dieser Zeit 121 Spielen für deren Basketballmannschaft. In der Saison 1993/94 erreichte er die besten statistischen Werte seiner Syracuse-Jahre, als er im Durchschnitt je Begegnung 16,7 Punkte erzielte und 6,1 Korberfolge seiner Mannschaftskameraden vorbereitete. Mit insgesamt 631 Korbvorlagen stand er zum Zeitpunkt seines Abschieds von der Syracuse University im Jahr 1994 auf dem dritten Platz der ewigen Bestenliste der Hochschulmannschaft.
Während seiner Zeit an der Syracuse University wurde Autry in die US-Juniorennationalmannschaft berufen, mit der er im Sommer 1993 Weltmeister in der Altersklasse U22 wurde. Im Endspiel gegen Frankreich erzielte er drei Punkte.
Der Sprung in die NBA gelang Autry nicht. Sein erster Halt im Profigeschäft war 1995 die Mannschaft Long Island Surf in der United States Basketball League (USBL). 1995/96 stand er bei Besiktas Istanbul in der Türkei unter Vertrag. In der 1997er Sommersaison war er Spieler der Trotamundos de Carabobo in Venezuela.
Autry wechselte im Vorfeld des Spieljahres 1997/98 in die deutsche Basketball-Bundesliga zum SSV Ulm. Im Frühjahr 1998 stand er mit den Ulmern, bei denen er im Spielaufbau ein Gespann mit seinem Landsmann Jarvis Walker bildete, in der Finalserie um die deutsche Meisterschaft, unterlag dort aber Alba Berlin. In seinem zweiten Ulmer Jahr, in dem Autry im Schnitt 17,4 Punkte pro Partie erzielte, erreichte er mit der Mannschaft das Bundesliga-Achtelfinale.
1999 war er wieder in seinem Heimatland tätig und spielte für die USBL-Mannschaft Long Island Surf. Autry ging nach Italien, stand in der Saison 1999/2000 beim Zweitligisten Sicc Jesi unter Vertrag. Im Sommer 2000 spielte er für die Brooklyn Kings in der USBL. Er bestritt für PAF Bologna in der Saison 2000/01 18 Partien in der Euroleague (7,2 Punkte/Spiel), in der Serie A stand er für die Mannschaft 13 Mal auf dem Feld und kam auf 8,7 Punkte je Begegnung.
In der Saison 2001/02 stand Autry zeitweilig beim italienischen Erstligisten Fabriano Basket, dann beim Staffelkonkurrenten Mabo Livorno unter Vertrag, ehe er im weiteren Verlauf des Spieljahres zu SLUC Nancy in die erste Liga Frankreichs wechselte. Für den Verein kam er noch zu einem Saisoneinsatz und verbrachte dann dort ebenfalls das Spieljahr 2002/03. Der US-Amerikaner verbuchte 2002/03 12,9 Punkte und 3,9 Assists pro Begegnung für Nancy.
Im Oktober 2003 wurde er vom Bundesligisten Brandt Hagen verpflichtet, verließ die angeschlagenen Hagener, die im Dezember 2003 ihren Spielbetrieb einstellen mussten, aber bald wieder. Autry beendete die Saison 2003/04 beim russischen Klub Lokomotiv Nowosibirsk.
Das Spieljahr 2004/05 wurde Autrys letztes als Berufsbasketballspieler. Er spielte zunächst bei RBC Verviers-Pepinster in Belgien, dann bei Śląsk Wrocław in Polen.
Nach dem Ende seiner Spielerkarriere arbeitete Autry eine Zeit lang als Paketzusteller im Großraum Washington, D.C., anschließend im Immobiliengeschäft. Er gehörte in der Saison 2006/07 zum Trainerstab der Bishop Ireton High School im Bundesstaat Virginia und war 2007/08 Assistenztrainer der Basketballmannschaft an der Paul VI. Catholic High School in Fairfax (Bundesstaat Virginia). 2008 wechselte er an die Virginia Polytechnic Institute and State University, dort war er bis 2010 insbesondere für die Anwerbung neuer Spieler zuständig. 2010 trat er an der Syracuse University eine Assistenztrainerstelle im Stab von Jim Boeheim an. Er war in den folgenden Jahren entscheidend an der Ausbildung späterer NBA-Spieler wie Tyler Lydon, Jerami Grant oder Malachi Richardson beteiligt. Zu seinen Spielern an der Syracuse University gehörte von 2015 bis 2019 auch sein Sohn, der ebenfalls den Namen Adrian Autry trägt.
Im März 2023 wurde Autry Cheftrainer der Syracuse University und damit Nachfolger von Boeheim, der das Amt zuvor 47 Jahre lang ausgeübt hatte.